# Số đếm mỗi phút
Trong đo lường bức xạ ion hóa số đếm mỗi phút (viết tắt tiếng Anh: cpm, counts per minute) và số đếm mỗi giây (tiếng Anh: cps, counts per second) là đại lượng biểu thị số đếm xung trong một đơn vị thời gian, và nó đặc trưng cho cường độ bức xạ, được hiểu là tốc độ đếm trong một đơn vị thời gian (rate).
Tốc độ đếm thường gắn với việc phát hiện các hạt, chẳng hạn như các hạt alpha và beta. Tuy nhiên đối với tia gamma và đo liều tia X thì thường sử dụng đơn vị như sievert.
Cả hai cpm và cps là tỷ lệ các sự kiện phát hiện và ghi nhận bởi dụng cụ đo, chứ không phải là tỷ lệ phát xạ từ nguồn phóng xạ. Đối với các phép đo phân rã phóng xạ, không nên nhầm lẫn với số phân rã trên một đơn vị thời gian (dpm), đại diện cho tốc độ các sự kiện phân rã nguyên tử tại nguồn bức xạ .